# Claude Jourdan

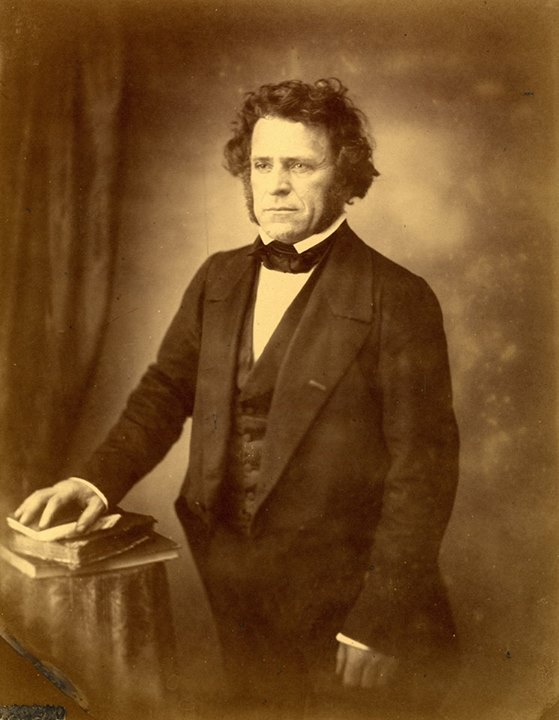
Claude Jourdan

Claude Jourdan (* 18. Juni 1803 in Heyrieux; † 12. Februar 1873) war ein französischer Arzt, Zoologe und Paläontologe.

## Leben
Da er aus armen Verhältnissen stammte, konnte er erst relativ spät mit dem Medizinstudium in  Montpellier beginnen. Er war mit Victor Prunelle verbunden, der bis 1819 Professor in Montpellier war. Nachdem Prunelle Bürgermeister in Lyon wurde, wurde Jourdan dort dank seiner Förderung Konservator am Naturgeschichtsmuseum in Lyon Musée Saint-Pierre und war 1832 bis 1869 dessen Direktor. Jourdan wurde  Professor für vergleichende Anatomie an der École des beaux-arts in Lyon und 1834 Professor für Zoologie an der Faculté des sciences der neu gegründeten Universität Lyon. In Lyon gab es damals eine Szene von naturgeschichtlich interessierten und auch wissenschaftlich sehr aktiven Amateuren, die teilweise aus wohlhabenden Kaufmanns- oder Industriellenkreisen stammten und die zu den Sammlungen des Museums beitrugen. Jourdan selbst bereicherte die Sammlung um zahlreiche paläontologische Funde.

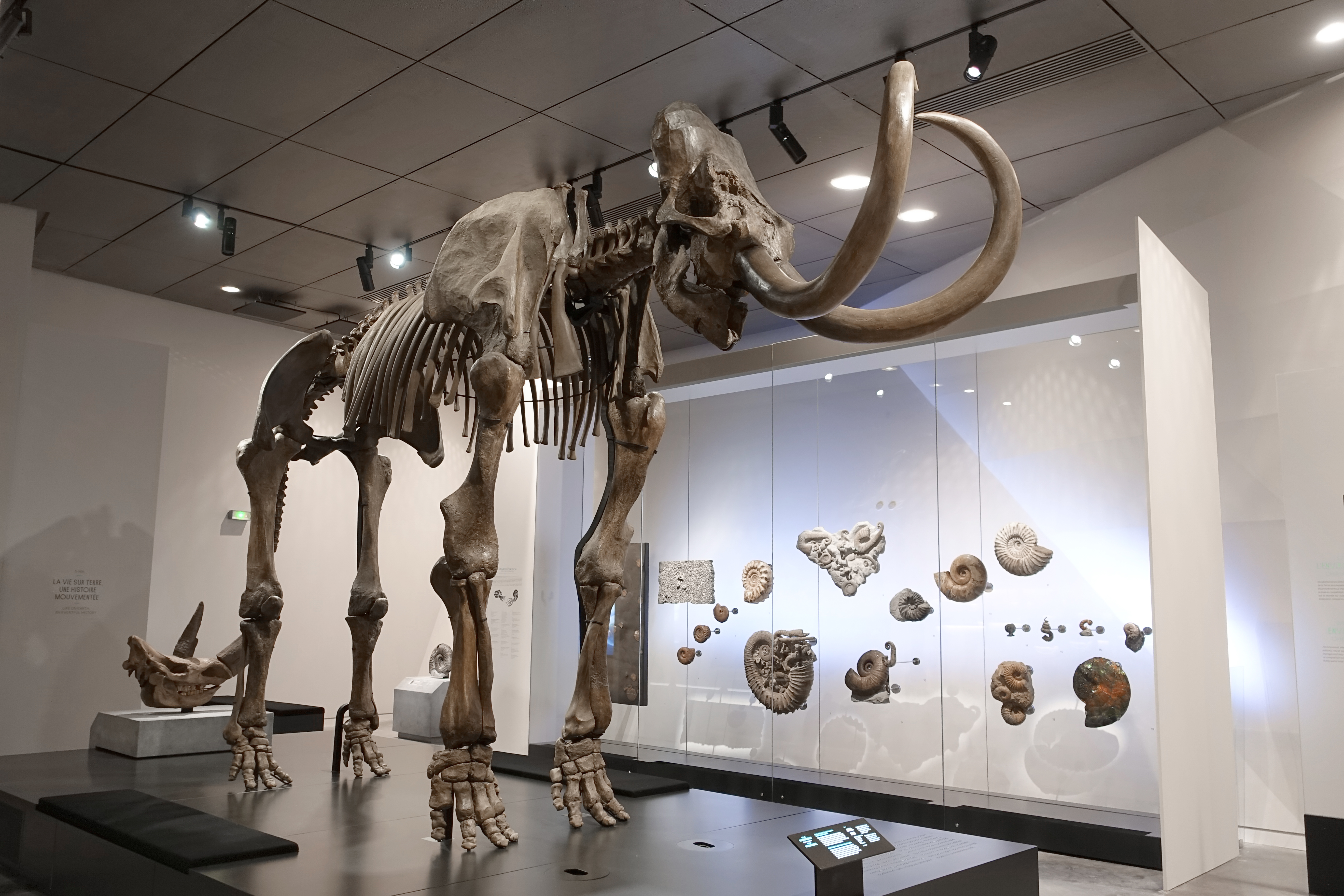
Mammut von Choulans, Musée des Confluences Lyon

1859 grub er den Mammut von Choulans (einem Quartier von Lyon) aus. 1861 erstbeschrieb er Deinotherium levius. Er erstbeschrieb einige Säuger-Gattungen wie Wollmakis und Acerodon und Arten wie die Stachelratte Phyllomys blainvillii und das Westliche Irmawallaby. Er selbst sammelte unter anderem in Trinidad.
Die Rotfahnenelfe Chaetocercus jourdanii (Bourcier 1839) ist ihm zu Ehren benannt.
1865 wurde er Offizier der Ehrenlegion. Er war Mitglied der Académie d'agriculture de France und Mitglied des Conseil départemental du Rhône. Eine Straße in Lyon ist nach ihm benannt.

## Schriften
- Mémoire sur quelques mammifères nouveaux, 1837
- Cours d'anatomie de l'homme et des animaux domestiques appliquée aux beaux-arts, professé à l'École de Lyon, 1856, 1857